# サムスンバイオロジクス
サムスンバイオロジクス株式会社（朝: 삼성바이오로직스 주식회사、英: Samsung BioLogics Co., Ltd.）は、韓国仁川広域市延寿区に本社を置く製薬企業。医薬品の受託製造をしており、サムスングループに属する。

## 概要
2011年、サムスン物産、サムスン電子、アメリカ合衆国の製薬開発支援企業による合弁企業として発足。グループ内に存在しなかった新分野の起業を支えるために、グループ内のヒト・モノ・カネが惜しげもなく投入され、従業員は設立から4年となる2015年まで約1000人に増加。海外からも人材をかき集めたことから、うち1割は外国人という構成になっていた。同年、仁川市で行われた世界最大のバイオ医薬品生産プラントである第三工場の起工式には、グループと緊密な関係があった朴槿恵大統領（当時）も出席する中、金泰漢社長が「2020年にバイオ医薬品の受託生産でチャンピオンになる」と宣言。順風満帆の状態を物語る式典となっていた。
2018年5月、サムスンバイオロジクスが2015年12月期の決算において、子会社の株式評価を簿価から時価に変える手法で、会計上の利益を捻出する粉飾決算を行っていた疑惑が浮上。同年11月からは韓国検察当局の捜査も開始され、2019年5月には本社の家宅捜索も行われた。検察当局は、2019年6月6日までに、サムスン電子の副社長3人を証拠隠滅を指示した容疑で相次いで逮捕した。